# NGC 6149
NGC 6149 је лентикуларна галаксија у сазвежђу Херкул која се налази на NGC листи објеката дубоког неба.
Деклинација објекта је + 19° 35' 51" а ректасцензија 16h 27m 24,3s. Привидна величина (магнитуда) објекта NGC 6149 износи 13,6 а фотографска магнитуда 14,6. NGC 6149 је још познат и под ознакама UGC 10391, MCG 3-42-11, CGCG 109-21, PGC 58183.